# Evansville Automobile Company
Evansville Automobile Company war ein US-amerikanischer Hersteller von Automobilen.

## Unternehmensgeschichte
Willis Copeland hatte bereits mit Single Center Spring Company, Windsor Automobile Company, Worth Motor Car Manufacturing Company und Zent Automobile Buggy Company Fahrzeuge hergestellt. 1907 gründete er das neue Unternehmen in Evansville in Indiana. Im gleichen Jahr begann die Produktion von Automobilen. Der Markenname lautete Simplicity. 1911 endete die Produktion.
Bereits 1910 hatte Copeland zusätzlich die Traveler Automobile Company gegründet.

## Fahrzeuge
Die Fahrzeuge hatten einen wassergekühlten Vierzylindermotor. Besonderheit war ein Friktionsgetriebe. Bei Nässe gab es damit Probleme, die erst dadurch gelöst werden konnten, dass die Kraftübertragung gegen äußere Einflüsse geschützt wurde.
Von 1907 bis 1908 gab es nur das Model C. Der Motor mit 114,3 mm Bohrung, 146,05 mm Hub und 5994 cm³ Hubraum war mit 35/40 PS angegeben. Das Fahrgestell hatte 267 cm Radstand. Zur Wahl standen Tourenwagen mit fünf Sitzen, Roadster mit zwei und vier Sitzen und Limousinen mit fünf und sieben Sitzen.
1909 stellte das Model 4-20 das Einstiegsmodell dar. Der Motor hatte 88,9 mm Bohrung, 114,3 mm Hub, 2838 cm³ Hubraum und leistete 20 PS. Der Radstand betrug 244 cm. Überliefert sind Runabout mit zwei Sitzen, Single Rumble Runabout mit drei Sitzen, Double Rumble Runabout mit vier Sitzen und ein Toy Tonneau mit vier Sitzen. Das Model 4-30 entsprach teilweise dem Vorjahresmodell. Eine etwas verringerte Bohrung von 111,125 mm ergab 5666 cm³ Hubraum und 30 PS. Erhältlich waren Double Rumble Roadster und Victoria. Als Radstand sind je nach Quelle 264 cm oder 267 cm angegeben.
1910 gab es wieder ein Model C. Der Motor mit den Maßen des Vorjahres leistete nun 40 PS. Der Kunde hatte die Wahl zwischen einem gewöhnlichen Tourenwagen, einem Tulip-Tourenwagen, einem Canopy-Tourenwagen, Victoria und Runabout. Der Radstand betrug 267 cm.
1911 beschränkte sich das Karosserieangebot auf Tourenwagen, Victoria und Roadster.

## Modellübersicht
| Jahr      | Modell     | Zylinder | Leistung (PS) | Radstand (cm) | Aufbau |
| --------- | ---------- | -------- | ------------- | ------------- | --- |
| 1907–1908 | Model C    | 4        | 35/40         | 267           | Tourenwagen 5-sitzig, Roadster 2-sitzig und 4-sitzig, Limousine 5-sitzig und 7-sitzig                     |
| 1909      | Model 4-20 | 4        | 20            | 244           | Runabout 2-sitzig, Single Rumble Runabout 3-sitzig, Double Rumble Runabout 4-sitzig, Toy Tonneau 4-sitzig |
| 1909      | Model 4-30 | 4        | 30            | 267           | Double Rumble Roadster, Victoria                                                                          |
| 1910      | Model C    | 4        | 40            | 267           | Tourenwagen, Tulip Tourenwagen, Victoria, Canopy Tourenwagen, Runabout                                    |
| 1911      | Model C    | 4        | 40            | 267           | Tourenwagen, Victoria, Roadster                                                                           |